# Nikolsdorf (Königstein)
Nikolsdorf ist eine Ortschaft in der sächsischen Stadt Königstein (Sächsische Schweiz) im Landkreis Sächsische Schweiz-Osterzgebirge. Nikolsdorf befindet sich direkt östlich von Leupoldishain, mit dem es auch den gleichnamigen Ortsteil bildet.

## Geschichte

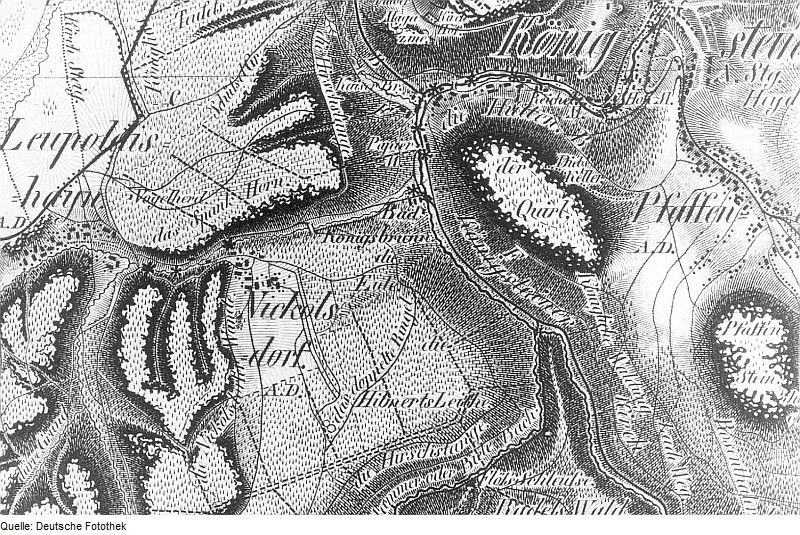
Lage von Nikolsdorf bei Leupoldishain (1821/1822)

Nikolsdorf entstand wie Leupoldishain durch Rodung als Waldhufendorf während der deutschen Ostsiedlung. Die urkundliche Ersterwähnung als Niklasdorf datiert (wie auch bei Leupoldishain) in das Jahr 1379. Spätere Namensformen sind Nickelstorff (1445), Nickelßdorff (1548) und Nicolsdorf (1791). Das Dorf ist vermutlich nach seinem Lokator benannt, der wohl Nikolaus oder Niklas hieß.
| Jahr | Einwohner |
| ---- | --------- |
| 1834 | 45        |
| 1855 | 81        |
| 1871 | 67        |
| 1890 | 117       |

Das Dorf war nie sehr groß, Mitte des 16. Jahrhunderts lebten in ihm vier besessene Mann, die auf 2 1⁄2 Hufen wirtschafteten. Gut 200 Jahre später gab es 1764, ein Jahr nach dem Siebenjährigen Krieg (1756–1763), drei besessene Mann und vier Häuslerstellen im Ort. Gut 90 Jahre darauf wurden 15 Familien in 9 Wohngebäuden mit insgesamt 81 Einwohnern gezählt. Im ausgehenden 19. Jahrhundert hatte Nikolsdorf zeitweilig über 100 Einwohner.
Südlich des Ortsteils liegen die Nikolsdorfer Wände, eine durch mehrere Gründe tief gegliederte Hochfläche aus Sandstein, die ringsum mit steilen, bis zu 30 Meter hohen Felswänden abbricht. Die Nikolsdorfer Wände und vor allem die südlich anschließende Felsgruppe des Labyrinths sind ein beliebtes Wanderziel. Seit 1959 liegt in Bärs Grund, dem östlichen der von Norden in die Wände hinein verlaufenden Gründe, eine Freilichtbühne.